# نيك آباد
نيك أباد (بالفارسية: نیک‌آباد) هي مدينة تقع في إيران في Jarqavieh Sofla District. يقدر عدد سكانها بـ 4,164 نسمة .